# Liobagrus obesus
Liobagrus obesus is een straalvinnige vissensoort uit de familie van de slanke meervallen (Amblycipitidae). De wetenschappelijke naam van de soort is voor het eerst geldig gepubliceerd in 1987 door Son, Kim & Choo.